# Voskehat, Aragatsotn
Voskehat là một đô thị thuộc tỉnh Aragatsotn, Armenia. Dân số ước tính năm 2011 là 1164 người.